# Christel Peters
Christel Peters (ur. 15 stycznia 1916 w Świnoujściu, zm. 11 czerwca 2009 w Brandenburgu) – niemiecka aktorka teatralna i telewizyjna.
Występowała początkowo w teatrzykach ogrodowych. Miała na koncie liczne role telewizyjne, głównie gościnne występy w serialach kryminalnych (m.in. Polizeiruf 110). Wystąpiła w nominowanym do Oscara filmie Największy wynalazek Gregora (Gregor's Greatest Invention, 2001), w reżyserii Johannesa Kiefera, u boku m.in. Alexandra Beyera, oraz w filmie Teraz albo nigdy - czas to pieniądz (Jetzt oder nie - Zeit ist Geld, 2000), w reżyserii i u boku Tila Schweigera.
Znana była także jako "matka najniższych cen" (niem. Mutter aller Schnäppchen) w serii reklam koncernu Media Markt.